# Zaliwie-Brzozówka
Zaliwie-Brzozówka – wieś w Polsce położona w województwie mazowieckim, w powiecie siedleckim, w gminie Mokobody. Ma status sołectwa.
Wierni Kościoła rzymskokatolickiego należą do parafii św. Jadwigi w Mokobodach.
W latach 1975–1998 miejscowość administracyjnie należała do województwa siedleckiego. Posiada 40 mieszkańców. Miejscowość powstała początkowo jako kolonia wsi Zaliwie Piegawki w wyniku komasacji gruntów w latach '20 XX wieku oraz przeniesienia się części gospodarzy wsi Zaliwie Brzozówka na grunty zwane "Brzozówka", znajdujące się kilometr od Zaliwia Piegawek w stronę miejscowości Kwaśnianka. W czasach PRL utworzono oddzielną miejscowość Zaliwie Brzozówka, należącą do gminy Mokobody.